# Vesder
De Vesder (Duits: Weser; Frans: Vesdre; Waals: Aiwe di Vesse) is een rivier van 60 km lengte in de Ardennen, waarvan ze de noordelijke grens vormt. Ze behoort tot het stroomgebied van de Maas en loopt bijna geheel door de provincie Luik. Haar belangrijkste zijrivieren zijn de Ghete, de Helle, de Gileppe en de Hoëgne. De rivier stroomt door de naar de rivier vernoemde Vesdervallei.

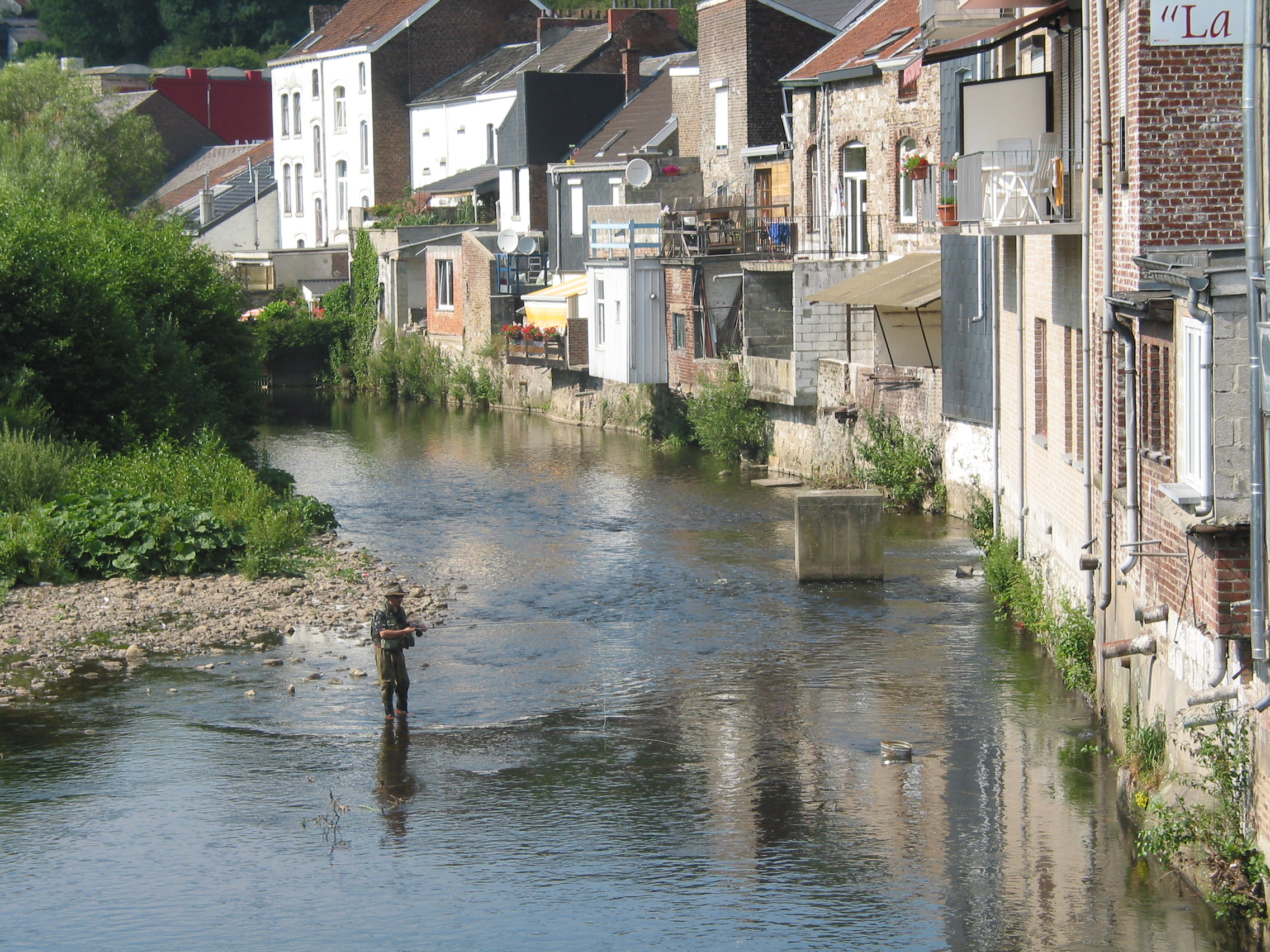
De Vesder in de plaats Limburg

De Vesder ontspringt onder de naam Weser in het Belgische deel van de Hoge Venen, vlak bij de Duitse grens, die ze voor het Duitse stadje Roetgen voor enkele kilometers oversteekt. Terug op Belgisch grondgebied bereikt de Vesder het Meer van Eupen (1951), ontstaan door de bouw van de 63 meter hoge stuwdam, de Vesderstuwdam. Westelijker volgen de steden Limburg en Verviers, waar zich dankzij de goede kwaliteit van het water van de Vesder een bloeiende textielindustrie ontwikkelde.
De Vesder mondt in Chênée bij Luik uit in de Ourthe, die een drietal kilometer verder in de Maas uitmondt.
Enkele plaatsen aan de Vesder zijn Roetgen, Eupen (Benedenstad), Limburg (Benedenstad), Verviers, Pepinster, Trooz en Chaudfontaine.
Bij Chaudfontaine ligt het Fort Chaudfontaine dat de vallei van de Vesder domineert. Dit fort maakt deel uit van de fortengordel rond de stad Luik.

## Overstromingsramp 2021
Op 15 juli 2021 trad de Vesder buiten haar oevers en richtte grote schade aan in onder andere de steden Verviers en Pepinster. Er was die nacht een uitzonderlijke extreme regenval. Op woensdag 14 juli viel 200 millimeter regen op 24 uur.  In de gemeenten langs de rivier de Vesder - Verviers (10 km stroomafwaarts), Pepinster (12 km), Trooz, Chaudfontaine (20 km stroomafwaarts) en Luik - viel een 38-tal doden.